# Медаль «В память 200-летия Минюста России»
Меда́ль «В па́мять 200-ле́тия Миню́ста Росси́и» — ведомственная медаль Министерства юстиции Российской Федерации, учреждённая приказом Министерства юстиции Российской Федерации № 141 от 29 мая 2002 года. Упразднена приказом Минюста России от 16 октября 2007 г. № 201 «О внесении изменений в приказ Министерства юстиции Российской Федерации от 29 апреля 2002 г. N 120».

## Правила награждения
Согласно Положению награждение медалью «В память 200-летия Минюста России» производилось за достижение высоких показателей в служебной деятельности и значительный личный вклад в развитие органов, учреждений и организаций Министерства юстиции Российской Федерации.
Медалью награждались:
- работники органов, учреждений и организаций Министерства юстиции Российской Федерации;
- другие работники федеральных органов государственной власти, граждане Российской Федерации и иностранные граждане.

Награждение медалью «В память 200-летия Минюста России» оформлялось приказами, которые подписывал Министр юстиции Российской Федерации либо лицо, его замещающее. Повторное награждение медалью «В память 200-летия Минюста России» не производилось.
Приказом Минюста РФ от 16 октября 2007 года № 201 приказ № 141 от 29 мая 2002 года «Об учреждении медали „В память 200-летия Минюста России“» признан утратившим силу.

## Правила ношения
Медаль «В память 200-летия Минюста России» носится на левой стороне груди и располагается после серебряной медали «За укрепление уголовно-исполнительной системы».

## Описание медали
Медаль «В память 200-летия Минюста России» изготовлена из латуни и имеет форму правильного круга диаметром 32 мм. На лицевой стороне медали по окружности расположен венок из лавровых веток, перевитый в верхней и нижней его части лентой. В центре — фигура двуглавого орла с поднятыми вверх крыльями, увенчанного одной большой и двумя малыми коронами. В правой лапе орла — скипетр, в левой — держава. Короны соединены лентой. На груди орла — фигурный щит. В поле щита — «столп Закона». На оборотной стороне медали, в центре, в два ряда расположены цифры «1802-2002». По окружности медали — надпись «Министерство юстиции Российской Федерации» и изображение двух лавровых веток. Все изображения и надписи на медали выпуклые. Края медали окаймлены бортиком.
Медаль при помощи ушка и кольца соединяется с пятиугольной колодкой, обтянутой шёлковой муаровой лентой шириной 24 мм. На ленте три продольные зелёные полоски шириной 5 мм каждая и две оранжевые полоски шириной 4,5 мм каждая. Колодка с медалью при помощи булавки крепится к одежде.